# Columbario romano del Cortijo del Moro (Benalauría)
El Columbario romano del Cortijo del Moro es un monumento funerario romano datado en torno al siglo I d. C., situado en la localidad de Benalauría, en la provincia de Málaga, (Andalucía, España).

## Historia
Documentado en la década de los 80 del siglo XX, se trata de un monumento funerario del tipo utilizado desde la época republicana hasta el siglo I d. C. cuando era la cremación el rito usual de enterramiento, será a partir de Adriano cuando se generalice gradualmente el rito de inhumación, siendo un hecho generalizado en las provincias a mediados del siglo III d. C.

## Descripción
La planta de la cámara sepulcral es rectangular con una única sala con paredes de 2'7 por 3'68 metros con 8 hornacinas rectangulares, dos en la entrada del monumento, dos en su lateral derecho y tres afrontadas en el izquierdo donde se despositaban los cuerpos. Bóveda de medio cañón de caementicium con el paramento de sillares de arenisca, alineados en tres hiladas con la misma altura. Se accede a su interior por medio de tres escalones. En su proximidad se encuentran restos de una villa romana.

## Conservación
A pesar de estar incluido en el Listado Inmueble Arqueológico. Cód. 290240001 su estado es bueno.